# Bercaville
 (juillet 2016).
Si vous disposez d'ouvrages ou d'articles de référence ou si vous connaissez des sites web de qualité traitant du thème abordé ici, merci de compléter l'article en donnant les références utiles à sa vérifiabilité et en les liant à la section « Notes et références ».
Louis-Gabriel Cabre, dit Bercaville, est un comédien français du XVIIIe siècle né à Paris vers 1710.

## Biographie
Directeur d'une troupe de comédiens à Berne en 1734, puis comédien à Strasbourg, où il épouse Nicole-Françoise Sabatier le 20 juillet 1738, et à La Haye en 1739, 1742 et 1743 avec sa femme, Bercaville fait ensuite partie de la troupe du Théâtre de la Monnaie à Bruxelles, sous la direction de D'Hannetaire en 1745 et sous celle de Favart en 1746.
Nommé « lecteur du maréchal » Maurice de Saxe, il revient sans doute à Bruxelles après la mort du maréchal, survenue à Chambord le 30 novembre 1750.
Bercaville est alors nommé régisseur, « contrôleur » puis inspecteur du Théâtre de la Monnaie jusqu’en 1780, année durant laquelle on perd définitivement sa trace.
En 1772, il fait partie de la loge maçonnique bruxelloise L'Heureuse Rencontre.
Sa femme, Nicole Françoise Sabatier, dite Mlle Julie, était la fille de Jean-Baptiste Sabatier, armateur malouin disparu en mer, et de Guillemette Lesné. Elle avait débuté à l'Opéra-Comique durant la foire Saint-Laurent de 1733, dans Le Départ de l'Opéra-Comique de Panard. En juillet 1741, venant de Strasbourg, elle débutait à la Comédie-Française mais n'y resta que trois mois.
Durant le séjour des Bercaville à La Haye en 1743, Mlle Julie fit l'admiration de Voltaire qui écrivit au comte d'Argental : « Il y a une Bercaville qui vaut mieux, sans comparaison, que toutes les soubrettes qu'on a essayées et qui est plus effrontée elle seule que toutes les autres ensemble ».
Séparée de son époux en 1751, elle est à Lille en 1751, à Strasbourg en 1752 et 1753, puis revient diriger le théâtre de Lille de 1753 à 1754.